# ورشکا ریجکا
ورشکا ریجکا (به لاتین: Varoška Rijeka) یک زیستگاه انسانی در بوسنی و هرزگوین است که در Bosanska Krupa واقع شده‌است.

## خصوصیات
ورشکا ریجکا ۶٬۵۷۳ نفر جمعیت دارد.